# Marian Anderson
Marian Anderson (ur. 27 lutego 1897 w Filadelfii, zm. 8 kwietnia 1993 w Portland) – amerykańska śpiewaczka (kontralt), znana m.in. z występu pod Pomnikiem Lincolna w niedzielę wielkanocną 1939.

## Życiorys
Urodziła się w Filadelfii (Pensylwania) jako córka Johna Berkeleya Andersona, pracownika chłodni w Reading Terminal Market, handlarza lodem i węglem, fryzjera oraz Anne (znanej również jako „Annie” i „Anna”, panieńskie nazwisko nieznany), byłej nauczycielki. Różne prace Johna Andersona dawały tylko skromny dochód, a po jego śmierci, zanim Marian była nastolatką, dochody jej matki jako praczki i robotnicy w domu towarowym Wannamaker były jeszcze mniejsze. Jednak, jak później wspominała Anderson, ani ona, ani jej dwie młodsze siostry nie uważali się za biednych. Kiedy Marian miała około 8 lat, jej ojciec kupił od brata fortepian; zaczęła uczyć się grać na nim i stała się wystarczająco dobra, by sobie akompaniować. Również jako nastolatka, widząc skrzypce w witrynie lombardu, postanowiła je kupić i zarobiła wymagane 4 $, szorując schody sąsiadów. Próbowała również nauczyć się gry na skrzypcach, ale odkryła, że nie ma uzdolnienia do gry na tym instrumencie.
Mając 6 lat dołączyła do kościelnego chóru dla młodzieży. Po ukończeniu szkoły w 1921 chciała uczyć się w szkole muzycznej, gdzie jednak nie przyjmowano Afroamerykanów. Lekcji udzielał jej prywatny nauczyciel.

## Kariera
Debiutowała 26 sierpnia 1925 z orkiestrą Filharmonii Nowojorskiej i natychmiast odniosła sukces. W 1928 zaśpiewała pierwszy raz w Carnegie Hall. Jej reputacja wzrosła na początku lat 30. podczas występów w Europie, gdzie nie spotkała się z rasistowskimi uprzedzeniami. Słynny dyrygent Arturo Toscanini powiedział, że taki głos jak jej słyszany jest raz na sto lat. W 1935 menedżerem artystki został Sol Hurok, który pełnił tę funkcję do końca kariery śpiewaczki.
W 1939 kobiety z Daughters of the American Revolution nie pozwoliły Marian Anderson na występ przed publicznością o różnym kolorze skóry w Constitution Hall. W geście dezaprobaty z członkostwa w organizacji zrezygnowało wiele kobiet, w tym pierwsza dama Eleanor Roosevelt. W niedzielę wielkanocną 1939 roku odbył się plenerowy koncert pod Pomnikiem Lincolna, na który przyszło ponad 75 000 osób różnego pochodzenia.
Talentem śpiewaczki oczarowany był fiński kompozytor Jean Sibelius, który poznał Anderson w 1933 roku. Sibelius zadedykował jej jeden ze swoich utworów.
Marian Anderson była pierwszą Afroamerykanką, która wystąpiła w nowojorskiej Metropolitan Opera (7 stycznia 1955 r. jako Ulryka w Balu maskowym Giuseppe Verdiego).
8 marca 1977  - w uznaniu wybitnej i imponującej kariery, trwającej ponad pół wieku, podczas której otrzymywała najwyższe nagrody z kilkudziesięciu krajów, za jej niestrudzone i bezinteresowne oddanie sprawie promocji sztuki w Stanach Zjednoczonych i na całym świecie, w tym ustanawianie stypendiów dla młodych ludzi, za jej zdecydowane i pomysłowe wsparcie dla celów humanitarnych, za jej wkład w kwestię pokoju na świecie poprzez pracę jako delegat Stanów Zjednoczonych w Organizacji Narodów Zjednoczonych oraz jej występy i nagrania, które dotarły do ok. siedmiu milionów ludzi, a także jej niestrudzone wysiłki na rzecz braterstwa oraz za wiele cennych chwil, które zapewniła nam wszystkim, co wymagało ogromnego zaangażowania czasu, talentu, a także energii - została uhonorowana Złotym Medalem Kongresu (Congressional Gold Medal) - jednym z najwyższych odznaczeń cywilnych w Stanach Zjednoczonych oraz National Medal of Arts.